# Sonata para piano n.º 28 (Beethoven)

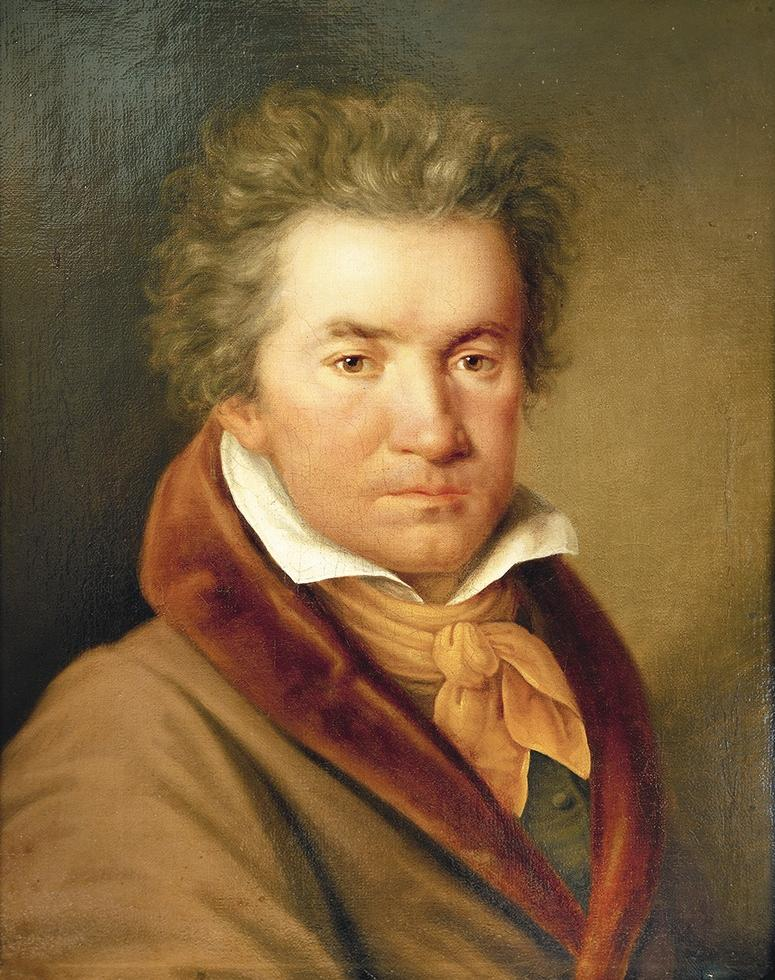
Beethoven en 1815.

La sonata para piano n.º 28 en la mayor, Op. 101 fue compuesta por Ludwig van Beethoven entre 1815 y 1816. La partitura está dedicada a la baronesa Dorothea von Ertmann.

## Historia

### Composición
La composición de la pieza se desarrolló entre 1815 y 1816 en la ciudad de Baden, al sur de Viena. Los primeros bocetos conocidos están en hojas que en su día formaron parte del Cuaderno de bocetos Scheide de 1815-1816. Presentan el primer movimiento ya bien desarrollado y anotado como un borrador ampliado en partitura y también hay algunas ideas preliminares para el Allegro final. Se ha conservado hasta nuestros días la partitura autógrafa que data de noviembre de 1816. En el siglo XX fue adquirida por el coleccionista alemán Louis Koch y en la actualidad se custodia en Beethoven-Haus en Bonn.
Esta sonata es la primera de la serie del denominado «periodo tardío» beethoveniano, en el cual sus creaciones musicales toman una dirección más íntima, personal e incluso introspectiva. La naturaleza más íntima de sus últimas sonatas probablemente tenga relación con su sordera, que a estas alturas era casi total. Esta circunstancia le aislaba de la sociedad tan completamente que su único medio de comunicarse con amigos y visitantes era a través de cuadernos de notas. 
Para este periodo el compositor había adquirido ya una maestría en la forma, textura y tonalidad de manera que subvertía incluso las convenciones que él mismo había dominado para crear sus composiciones anteriores. También es característica de estos trabajos tardíos la inclusión de elementos contrapuntísticos como el canon y la fuga

### Publicación

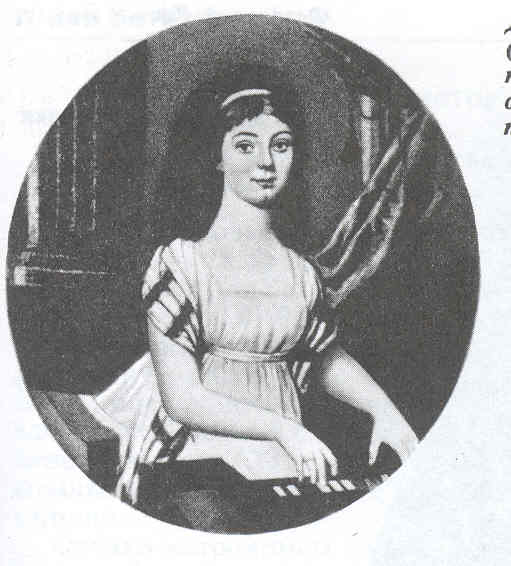
Dorothea von Ertmann, dedicataria de la pieza.

Beethoven ofreció la sonata para su publicación a la editorial Breitkopf & Härtel en una carta del 19 de julio de 1816, cuando aún estaba lejos de estar completa. Una vez terminada, fue vendida al editor vienés Sigmond Anton Steiner. La primera impresión tuvo lugar en enero de 1817 y se hizo pública al mes siguiente, tras varios retrasos. Steiner anunció su publicación en enero de 1817 en Intelligenz-Blatt en el Allgemeine musicalische Zeitung de Viena diciendo que iba a estar disponible en febrero. Esta es la primera de las sonatas que el compositor quiso que fueran designadas "escritas para Hammer-Klavier" (pianoforte) tal y como se refleja en la breve carta dirigida a Steiner el 23 de enero de 1817. En una carta posterior al editor vienés fechada simplemente enero de 1817 el compositor menciona el Op. 101 en relación con una crítica dada a su Sinfonía n.º 8 de la siguiente manera:

«Para el título de la nueva sonata, lo único que hay que hacer es transferirle el título que le dio el Wienner Musikzeitung a la Sinfonía en la mayor, por ejemplo, la Sonata en la mayor que es difícil de tocar (...) Así todo el mundo se dará cuenta que es la más espléndida alabanza que se puede otorgar, ya que lo que es difícil hace a uno sudar.»

La dedicatoria que figura en la partitura es para la baronesa Dorothea von Ertmann, cuyo apellido de soltera era Graumann. Era una ferviente admiradora de la música de Beethoven y excelente pianista que empezó a estudiar con el compositor en 1803. El 23 de febrero de 1817 el compositor le envió una copia grabada de la partitura junto con una carta:

«Por favor acepte ahora lo que a menudo estaba destinado a usted y lo que puede ser para usted una prueba de mi devoción por sus aspiraciones artísticas y hacia su persona.»

## Estructura y análisis
La sonata consta de cuatro movimientos:
- I. Etwas lebhaft und mit der Innigsten Empfindung / Allegretto ma non tropo, en la mayor 6
8
- II. Lebhaft, marschmässig / Vivace alla marcia, en fa mayor 4
4
- III. Langsam und sehnsuchtvoll / Adagio, ma non troppo, con affetto, en la menor 2
4
- IV. Geschwind, doch nicht zu sehr und mit Entschlossenheit / Allegro, en la mayor 2
4

La interpretación de esta obra dura aproximadamente 20 minutos. En general es una obra discreta, como su predecesora inmediata. Pero, a diferencia de ésta, anticipa los estilos y tendencias del futuro y, aunque a veces se pasa por alto, merece la atención de pianistas y oyentes. Aunque esta obra precedió inmediatamente a la famosa e imponente Sonata para piano nº 29 Hammerklavier, y fue precedida a su vez por varias obras más conocidas, se trata de una obra maestra.

### I.Etwas lebhaft und mit der Innigsten Empfindung
El primer movimiento está escrito en la tonalidad de la mayor, en compás de 6/8 y sigue la forma sonata. La indicación de tempo aparece en alemán Etwas lebhaft und mit der Innigsten Empfindung, que quiere decir "Algo vivaz y con el más íntimo sentimiento", y en italiano Allegretto ma non tropo. Según Anton Schindler, que no siempre fue una fuente fiable, Beethoven describió el primer movimiento de esta sonata como algo que contenía "impresiones y ensueños". Esta última palabra parece encajar con el estado de ánimo generalmente soñador y apacible de este breve movimiento. Las indicaciones en la partitura evidencian que el compositor esperaba llamar la atención del pianista sobre las muchas sutilezas de la pieza. La obra comienza con un tema apacible pero vacilante, cuyo carácter sugiere que existe una sensación de inseguridad incluso en los momentos de calma. La melodía también parece augurar el lado meloso y extravagante de la personalidad artística de Johannes Brahms. A medida que avanza el movimiento, el tema varía, intensificándose un poco en la sección central, además de sugerir un estado de ánimo de tristeza. La serenidad vuelve hacia el final del movimiento, pero ahora transformada y más oscura, como reconciliada con un destino trágico.

### II.Lebhaft, marschmässig
El segundo movimiento está escrito en la menor, en compás es 4/4 y adopta una forma ternaria. La indicación aparece en alemán Lebhaft, marschmässig, que significa "Vivaz, marchando", y en italiano Vivace alla marcia. Es un claro presagio de la música para piano de Robert Schumann. El ambiente es alegre, pero hay momentos tanto de tranquilidad como de tensión. Es como si la naturaleza dual del primer movimiento se ampliara aquí para mostrar un abismo más grande, mayores extremos de sentimientos. Aun así, el estado de ánimo del movimiento es predominantemente alegre.

### III.Langsam und sehnsuchtvoll
El tercer movimiento está escrito en la menor, en compás es 2/4. La indicación aparece en alemán Langsam und sehnsuchtvoll, que significa "Lento y con nostalgia", y en italiano Adagio, ma non troppo, con affetto. El tema principal es solemne y lúgubre, pero permanece sereno e imperturbable durante todo el movimiento. La música parece una meditación sobre alguna decepción o pérdida del pasado, aunque nunca lanza un grito, siempre suena en paz, aunque haya una sugerencia de añoranza.

### IV.Geschwind, doch nicht zu sehr und mit Entschlossenheit
El cuarto y último movimiento retoma la tonalidad inicial, está en compás es 2/4 y sigue la forma sonata. Lleva la descripción en alemán Geschwind, doch nicht zu sehr und mit Entschlossenheit, que significa "No demasiado veloz y con determinación", y en italiano Allegro. El Finale empieza sin pausa tras el tercer movimiento. Proclama la alegría desde el principio con su tema principal, alegre y conquistador. También emerge la naturaleza tenue y reflexiva de la mayor parte de la música anterior. Es como si el compositor se alegrara, pero no con demasiado vigor, a la espera de que la siguiente de las inevitables vicisitudes de la vida pueda traer la tragedia. El golpe maestro aquí es el desarrollo, que contiene una brillante fuga, que encaja en este bien construido movimiento en forma sonata. La habitual repetición y coda cierran esta bella composición.

## Recepción de la obra
El Op. 101 cosechó éxito desde el primer momento como demuestra una reseña publicada en el Allgemeine musicalische Zeitung de Leipzig que dice así:

«Verdaderamente, aquí en su 101ª composición, la admiración y el respeto renovado se apodera de nosotros, cuando deambulamos por caminos extraños y nunca transitados con el gran pintor del alma.»